# 立水橋南駅
立水橋南駅（りっすいきょうみなみ-えき）は中華人民共和国北京市朝陽区に位置する北京地下鉄5号線の駅である。

## 歴史
- 2007年10月7日 - 開業。

## 駅構造

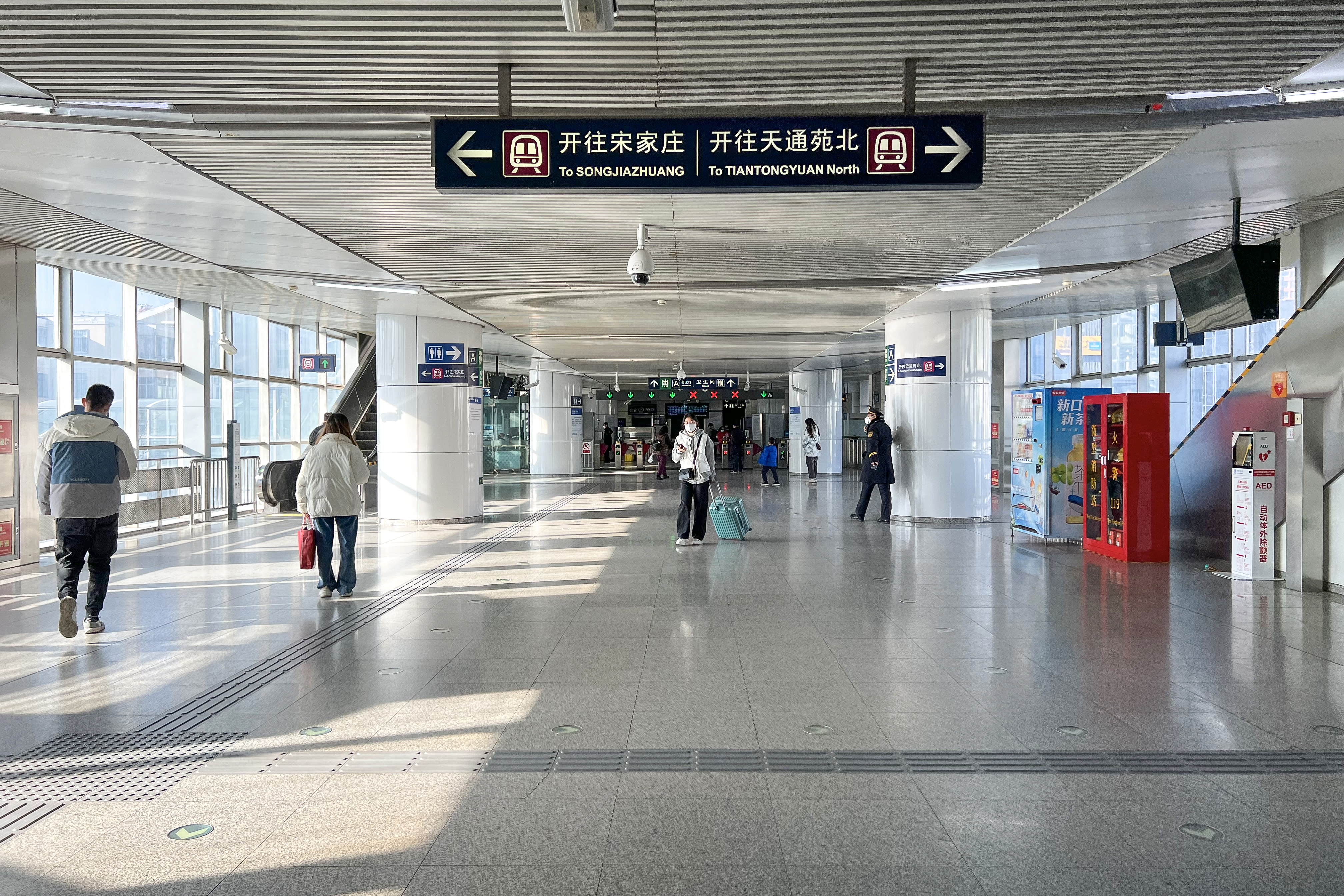
コンコース階

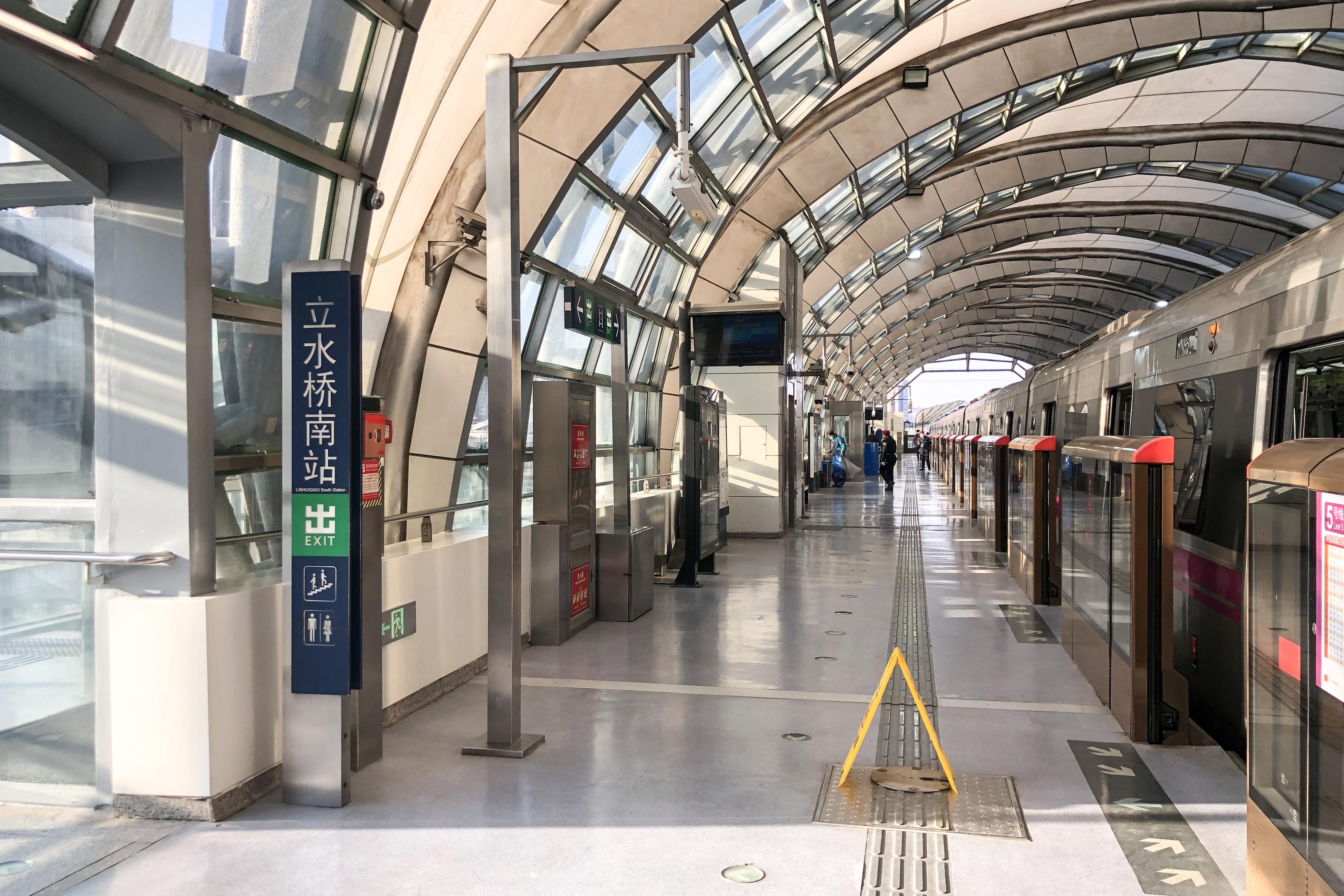
ホーム

相対式ホーム2面2線の高架駅。

## 駅周辺
- 立水橋公園
- イトーヨーカドー(店舗ロゴは鳩マーク)
- 中国環境科学研究院（中国語版）

## 隣の駅
北京地下鉄
■5号線
立水橋駅- 立水橋南駅 - 北苑路北駅
座標: 北緯40度02分26秒 東経116度24分30秒 / 北緯40.04048度 東経116.40828度